# La mano dello straniero
La mano dello straniero è un film del 1953 diretto da Mario Soldati, tratto da un romanzo di Graham Greene.

## Trama
Il figlio di un maggiore britannico ha appuntamento con suo padre in un albergo veneziano. L'uomo però non si fa vivo e per il ragazzino inizia una lunga avventura che vede coinvolti spie e servizi segreti.